# کرمران
کرمران، روستایی در دهستان رویدر بخش رویدر شهرستان خمیر در استان هرمزگان ایران است.

## چشمه
دارای چشمه ای است که آبش شیرین است و در حدود ۱۰۰۰ اصله نخل را آبیاری می‌کند و در حدود ۲۰۰ من (۸۰۰ کیلوگرم) زمین زیر کشت دارد و همچنین ۵۰ من  زمین دیم دارد که در آن جو گندم می‌کارند.

## جمعیت
بر پایه سرشماری عمومی نفوس و مسکن در سال ۱۳۹۵، جمعیت این روستا برابر با ۴۶۹ نفر (۱۶۵ خانوار) بوده‌است.